# Châteauneuf-du-Pape

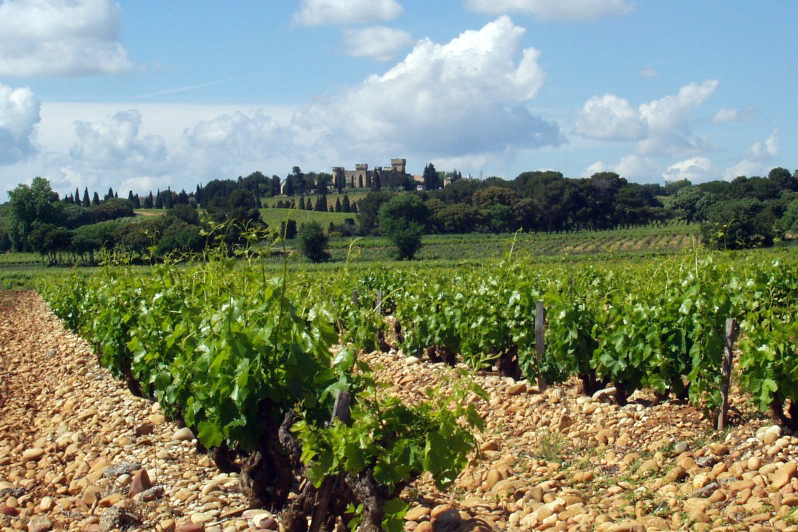
Vinhedo no Châteuneuf-du-Pape.

Châteauneuf-du-Pape é uma população e uma pequena comuna francesa localizada na região de Provença-Alpes-Costa Azul, departamentos da França em Vaucluse, no distrito de Avignon e cantón de Orange-Ouest. Integra a Communauté de communes des Pays de Rhône et Ouvèze. A comuna possui uma curiosa lei, datada de 1954, que proíbe a circulação e o pouso de OVNIs e naves alienígenas sobre seu território, cuja penalidade é o confisco da nave.

## Vinho
A localidade e outros três municípios que a rodeiam produzem vinhos com propriedade controladora de origem como a AOC. A variedade de suas viticultura estão entre as mais refinadas do mundo do vinho, com diversas variedades de uva, e sua fusão predomina a variedade grenache além de outras uvas como cinsault, counoise, monastrell, muscardin, syrah, terret noir e vaccarèse. Entre as uvas brancas se destacam a grenache blanc, bourboulenc, clairette, picardin, roussanne e picpoul. Ultimamente a tendência do local é excluir as uvas brancas permitidas, e desenvolver principalmente (ou de forma única) a grenache, mourvedre e syrah. 
Também denominado vinho papal ("El vino Papal"), referindo-se a João XXII que havia construido um castelo nesta localização no século XIV, o que propulsou o cultivo de vinho. Entretanto, hoje existem um vinho procedente dessa localizalção criada pelo Clã dos papas que leva a menção Terroir Castelpapal.  